# Битва при Сарантапоро
Битва при Сарантапоро (греч. Μάχη του Σαρανταπόρου) — первое большое сражение между греческой и турецкой армиями во время Первой Балканской войны. Завершилось победой греческой армии и положило начало освобождению провинции Македония.

## Предыстория
Македония наряду с другими греческими провинциями участвовала в Освободительной войне Греции 1821—1829 годов, однако осталась вне пределов возрожденного греческого государства. Все последующие восстания и неудачная греко-турецкая война 1897 года не привели к воссоединению Македонии с Грецией. Когда В 1912 году Греция примкнула к союзу  Сербии, Черногории и Болгарии, перед греческой армией стояли две задачи: Македония и Эпир. Греция вступила в войну 5 октября — на следующий день после вступления в войну Сербии и Болгарии.

## Силы сторон
Греческая Фессалийская армия под командованием принца Константина и начальника штаба генерала Данглиса включала в себя 6 дивизий (1-я—6-я), 7-я дивизия была сформирована в пограничном тогда городе Лариса, кавалерийскую бригаду и 4 отдельных батальона королевской гвардии (эвзоны). Против греческой Фессалийской армии Османская империя выставила 7-й корпус под командованием Хасана Тахсин-паши, состоящий из трёх дивизий. Османы надеялись удержать эти сильные горные позиции, укрепления которых были модернизированы под руководством германской военной миссии перед началом войны.

## Мелуна
Гора Мелуна высотой 540 м, господствующая над фессалийской равниной, была границей Греческого королевства и Османской империи. Для греческой армии Мелуна была символическим местом, поскольку в войне 1897 года греческая армия не смогла преодолеть здесь турецкую оборону.
Греческая армия атаковала Мелуну 5 октября. 1-я и 2-я греческие дивизии, практически не встретив сопротивления со стороны 1500 турок, вышли в долину города Элассона и подошли 7 октября к ущелью реки Сарантапоро, ведущему из Фессалии в Западную Македонию.

## Сарантапоро
Греческое наступление в ущелье началось 9 октября. 1-я, 2-я и 3-я греческие дивизии атаковали турецкие позиции, а 4-я дивизия попыталась обойти турок с запада по левому флангу, и, обойдя турецкую линию обороны, занять горный проход Порта в тылу турецких сил. 5-й дивизии было приказано произвести ещё более дальний манёвр в западном направлении. Наступление греческих войск на открытой местности привело к потерям, но греческие дивизии наседали на турецкую линию обороны.
5-я дивизия встретила упорное сопротивление, но 4-й дивизии удалось отбросить турок и занять предписанную ей позицию. Осознав создавшуюся угрозу в результате успеха 4-й греческой дивизии и во избежание полного окружения, в ночь с 10 на 11 октября турки отступили, двигаясь в темноте и под сильным дождём.

## Значение
Хотя сражение не закончилось разгромом турецких сил, оно подтвердило высокий моральный дух греческого солдата и положительные результаты реорганизации армии, предпринятой после окончания войны 1897 года. Более того, ущелье Сарантапоро было единственной позицией, где османские войска могли бы остановить греческое наступление. Германский фельдмаршал Кольмар фон дер Гольц, будучи советником османов, заявлял, что Сарантапоро станет могилой греческой армии. Пройдя Сарантапоро, греческая армия вышла в Западную Македонию, начав тем самым долгожданное освобождение всей Македонии.

## Память
У южного входа в ущелье Сарантапоро в бывшем турецком постоялом дворе, где располагалась греческая ставка, сегодня находится «Музей Сражения при Сарантапоро».